# 向统帅致敬
《向统帅致敬》（英語：Hail to the Chief）是美国总统的官方进行曲。
此歌在美国总统出席许多公共活动时演奏，在总统就职典礼上也会演奏；在前总统的国葬中，灵柩从灵车中移出后也会演奏此歌。因为在重大官方场合上，美国海军陆战队军乐团和其他军乐团一般会演奏此歌，故在1954年，美国国防部确立了其官方地位。前奏会有四次被称为「Ruffles and flourishes」的轻擂鼓声和华丽号角声。

## 词曲
词作者阿尔伯特·甘姆斯（Albert Gamse）；曲作者詹姆士·山德森（James Sanderson）：
- 英文原词

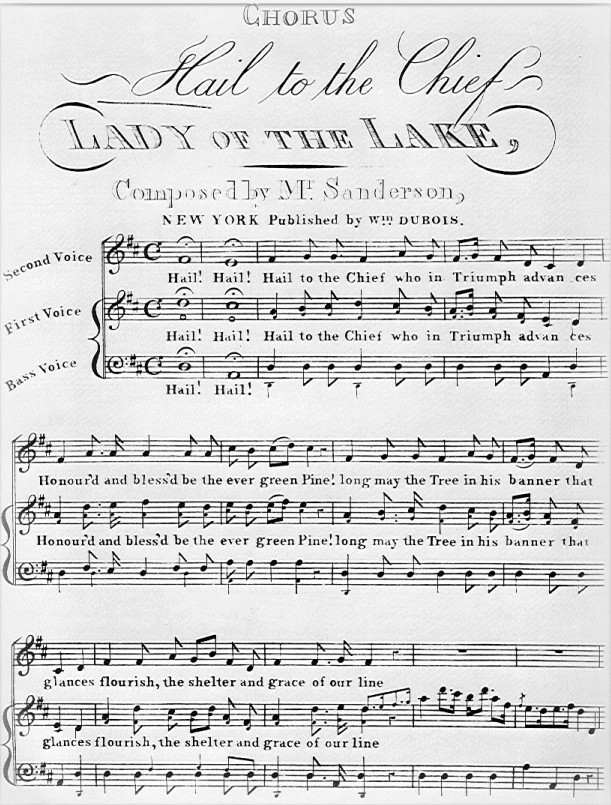
乐谱

Hail to the Chief we have chosen for the nation,
Hail to the Chief! We salute him, one and all.
Hail to the Chief, as we pledge cooperation.
In proud fulfillment of a great, noble call.
Yours is the aim to make this grand country grander,
This you will do, that's our strong, firm belief.
Hail to the one we selected as commander,
Hail to the President! Hail to the Chief!
- 中文译文

向我們為國家選擇的統帥致敬，
向統帥致敬！我們向他敬禮。
向統帥致敬！我們團結精誠，
驕傲地響應那偉大高貴的號令。
你的目標是讓這個偉大的國家更加偉大，
我們堅信你言出必行。
向我們選擇的統帥致敬，
向總統致敬！向統帥致敬！
可唱中文譯文
向統帥致敬！因我們將他選出！
向統帥致敬！我們齊向他敬禮。
向統帥致敬！我們齊團結在身旁，
驕傲地響應這偉大的呼召。
您一心一意，社稷蒼生計必安，
我們堅信您定言出必行。
向我們選出的統帥獻上致敬，
向著總統致敬！向統帥致敬！

## 改編
在南方公園第二十季第八集中，結合本曲與帝國進行曲，作為葛屁老師當選總統後的母題。